# Дільниця (телесеріал)
«Дільниця» (рос. Участок) — російський телесеріал 2003, виробництва Першого каналу.

## Сюжет
Головний герой картини — старший лейтенант міліції Павло Кравцов. Він достатньо дивна людина. Якщо доводиться комусь надіти наручники — вибачається і запитує, чи не тиснуть. Кравцов честолюбний та чесний, молодий та серйозний. Саме це і заважає йому зробити кар'єру в міській міліції. Доля закидає його в глухе село Анісівка, де звільнилося місце дільничного. Для Павла це як заслання або не дуже почесне відрядження. Правда, це не єдина біда лейтенанта — відданість роботі збільшила прірву між ним і коханою дружиною. Герою залишається лише змиритися з тим, що відбувається, увійти в нову роль і обжитися в Анісівці. Добре ще, завжди поруч вірний друг і помічник Цезар — пес породи бладгаунд.
Але не все так просто в селі, як здавалося на перший погляд. Кравцов дізнається, що колишній дільничний не просто вирішив піти на заслужений відпочинок. За чутками, його втопили. Павло вирішує розслідувати цю справу та береться за вивчення довіреної дільниці.

## Зміст
Детективно-комедійна 12-серійна мелодрама про сільського дільничного міліціонера Павла Кравцова, якому після арешту злочинця, що опинився «людиною зі зв'язками», розгніване начальство поставило ультиматум: або звільнення з правоохоронних органів, або — «в село, в глушину»… Під час розмови з випадково зустрінутими ним на автобусній зупинці жінками, які приїхали з села Анісівки, Павло дізнається, що в їхньому селі недавно загинув дільничний. Ця зустріч і визначила вибір старшого лейтенанта Кравцова. Тим більше, що вдома його вже нічого не тримало — дружина Людмила, втомившись від того, що чоловік постійно пропадає на роботі, пішла від нього.
Так Кравцов, чиї принциповість та чесність стали перешкодою для служби в столичній міліції, а відданість професії зруйнувала сім'ю, виявився в Анісівці.
З'явився Павло Сергійович на новому місці служби не один, а з вірним другом — собакою породи бладгаунд на прізвисько Цезар. Приступити до виконання своїх обов'язків новому дільничному доводиться буквально наступного дня після прибуття — сусід Василь Суриков замучений похміллям, посварився з дружиною, що не бажала віддавати приховану з вечора пляшку.
Але найскладніше, що належить Кравцову — це не утихомирення місцевих бешкетників, не боротьба з продажем «паленої» горілки, не розшук обрізаних проводів, вкраденого кондиціонера або зниклої кози, а найпростіші — неслужбові — стосунки з мешканцями Анісівки.

## Історія
Прем'єра «Дільниці» відбулася 8 грудня 2003 на Першому каналі. Серіал стали показувати з понеділка по п'ятницю вранці та ввечері після ранкового випуску Новин та інформаційної програми «Час». Прем'єрний показ серіалу скінчився 30 грудня 2003. Потім серіал неодноразово повторювали на Першому каналі (в 2004, 2008 і 2012 роках), а також на телеканалі «Зірка» та П'ятому каналі.
Успіх серіалу, зйомки якого проходили в мальовничих місцях під Тарусою, в селі Похвисньово, став несподіванкою навіть для його творців. Але, мабуть, історія «сучасного Аніскіна» не залишили росіян байдужими, а сільський колорит, гумор, а також небувала, за нинішніми мірками, кількість відомих акторів, які взяли участь в проекті, дозволили зібрати біля екранів не лише любителів телевізійного «мила», а й людей, які зазвичай прохолодно відносяться до серіалів. Крім того, «Дільниця» став одним з рейтингових проектів Першого каналу в сезоні 2003/2004 років. Під час прем'єрного показу його дивилися до 50 % (tablefix) глядачів Першого каналу.
Підігрівало інтерес до фільму і те, що Сергій Безруков, який зіграв бандита в культовому серіалі «Бригада», в «Дільниці» створив образ антипода Саші Білого — позитивного міліціонера Кравцова (і створив вельми успішно — в 2005 за цю роль актор був удостоєний премії Національної Академії кінематографічних мистецтв і наук «Золотий орел» в номінації «Найкраща чоловіча роль у телефільмі»). Сам актор так згадує про роботу над фільмом: «Для мене село — це рідна планета, оскільки всі мої близькі та рідні з провінції. У якомусь сенсі я побував на батьківщині. Упевнений, я б зміг прижитися в селі, оскільки там моє коріння».
Привабливий бладхаунд Цезар, від чийого імені ведеться розповідь, також завоював глядацькі симпатії. Задумливо-сумний вираз його очей і некваплива хода звертали на себе увагу і «кіношних» мешканців Анісівки, і телеглядачів, правда, знімальній групі більше запам'яталася ще одна риса Цезаря — характерна для бладхаундів манера «розпускати слюні». Перед початком зйомки морду чотириногого актора старанно витирали, але вже через деякий час на акторів, оператора, режисера та інших летіли бризки від собаки, що енергійно струшувала головою.
Цікаво, що в кіно міг потрапити зовсім інший пес: продюсер та режисер фільму не могли вибрати між бладхаундом та бордоським догом (представник цієї породи «засвітився» у відомому фільмі «Тернер та Гуч»). Стати напарником Кравцова Цезарю допоміг випадок — бордоський дог, якого готували для зйомок, захворів, і в «Дільниці» вирішено було зняти бладхаунда.

## Серії
1. У глушину
2. Горобина ніч
3. Самогонники
4. Кріп
5. Холодильник без мотора
 6. Справжнє вбивство
 7. Весілля
 8. Паркан
 9. 9 1/2 рублів
 10. Пожежа
 11. Про тебе радіє
 12. Дикий монах

## Книга
- Слаповський А.. Дільниця. М.: АСТ: Апрель, 2010 506 стр. ISBN 978-5-17-060739-6
- Слаповський А.. Зачарована дільниця. М.: АСТ: Апрель, 2010 506 стр. ISBN 978-5-17-060734-1

## У ролях
- Сергій Безруков — дільничний Павло Кравцов
- Ірина Безрукова — Людмила Кравцова
- Ніна Русланова — вчителька хімії Липкіна
- Ірина Розанова — продавчиня Клавдія Василівна
- Олексій Булдаков — механізатор Микишін
- Артем Михалков — Андрій Микишін
- Андрій Краско — Савичев
- Володимир Меньшов — Лев Ілліч Шаров
- Роман Мадянов — Андрій Ілліч Шаров
- Юлія Рутберг — Інна Шарова
- Владислав Галкін — Віталій Ступін
- Марія Порошина — Людмила Ступіна
- Михайло Єфремов — Коритніков
- Олександр Семчев — капітан Терепаєв
- Катерина Васильєва — пенсіонерка Квашина
- Юрій Кузнєцов — інвалід Дуганов
- Тамара Сьоміна — Зоя Павлівна Синицина
- Валерій Золотухін — Семен Миронович, старий на прізвисько «Халі-Галі»
- Євгенія Добровольська — Любов Кублакова
- Юлія Пересільд — Наташа Кублакова
- Михайло Васьков — Кублаков, колишній дільничний
- Тетяна Догілєва — Нюра Сущьова
- Олексій Гуськов — приймальник Прохоров
- Олександр Ликов — кримінальник «Декан» Валерій Ростиславович
- Ігор Ліфанов — кримінальник «Кріп», Євген Куропата
- Павло Дерев'янко — фельдшер Вадик
- Віктор Бичков — виконроб Уткін
- Олександр Белявський — Лазарєв
- Анатолій Кузнецов — Стасов
- Анна Снаткіна — Ніна Стасова
- Олександр Робак — Володька Стасов
- Олександр Мохов — Василь Суриков
- Ірина Рахманова — Оля
- Володимир Толоконников — Юлюкін
- Зоя Буряк — Юля Юлюкіна
- Валерій Гаркалин — робочий Суслевич
- Петро Зайченко — Дьордяй
- Володимир Зайцев — слідчий Анісімов
- Любов Руденко — кухарка Ельвіра Бочкіна
- Олексій Ошурков — дядя Вадя
- Семен Морозов — Мурзін
- Олена Панова — Даша Клюєва
- Олександр Карпіловський — Колька Клюєв
- Борис Каморзін — бригадир
- Олександр Числов — Желтяков
- Олександр Карпов — Клюквін
- Собака Цезар —Цезар (голос Сергія Безрукова)

## Знімальна група
- Режисер — Олександр Баранов

## Музика
- Баранов Андрій
- Чистяков Федір
- Гурт «Любе»
- Пантикін Олександр

## Саундтрек до серіалу
- 01. Андрій Баранов — Листям пошуршати
- 02. Андрій Баранов — Пісня про Єгора
- 03. Андрій Баранов — Коматозний чечоточнік
- 04. Андрій Баранов — Дільниця(варіації)
- 05. Федір Чистяков — Choral Prelude no. 745
- 06. Андрій Баранов — Вальс Шоша
- 07. Сергій Безруков — Думи окаянні
- 08. Федір Чистяков — Захід
- 09. Любе та Сергій Безруков — Берези (муз. Ігор Матвієнко — Михайло Андреєв)
- 10. Йоганн Себастьян Бах — Фа-мінорна хоральна прелюдія